# In My Room (Jacob Collier)
In My Room è il primo album in studio del musicista britannico Jacob Collier, pubblicato nel 2016.

## Tracce
Testi e musiche di Jacob Collier, eccetto dove indicato.
1. Woke Up Today – 4:40
2. In My Room – 4:49 (Brian Wilson, Gary Usher)
3. Hideaway – 6:52
4. You and I – 4:20 (Stevie Wonder)
5. Down The Line – 6:39
6. Now And Then I Think About You – 0:53
7. Saviour – 6:08
8. Hajanga – 6:03
9. Flintstones – 3:10 (Hoyt Curtin, Joseph Barbera, William Hanna)
10. In The Real Early Morning – 6:09
11. Don’t You Know – 9:09